# Guatubesia
Guatubesia is een geslacht van hooiwagens uit de familie Gonyleptidae.
De wetenschappelijke naam Guatubesia is voor het eerst geldig gepubliceerd door H. Soares in 1978. 

## Soorten
Guatubesia is monotypisch en omvat slechts de volgende soort:
- Guatubesia clarae